# 八条院蔵人
八条院 蔵人（はちじょういん くろうど、1999年6月28日 - ）は、日本の俳優。京都府出身。特技はサッカー、ヒップホップダンス。

## 略歴
2018年、ダンスの世界大会「American Dance Drill Team National/International」に参加し優勝。
エヴァーグリーン・エンタテイメントを離れ、2024年4月18日付けで東宝芸能に所属となった。

## 出演

### テレビドラマ
- 大富豪同心
  - 大富豪同心2 第5話（2021年6月25日、NHK BSプレミアム・NHK BS4K / 2023年4月23日、NHK総合）
  - 大富豪同心3 第5話（2023年7月21日、NHK BSプレミアム・NHK BS4K）
- 仮面ライダーリバイス（2021年9月5日 - 2022年8月28日、テレビ朝日） - フリオ / 玉置豪 / 仮面ライダーオーバーデモンズ 役[4]
- 明日、私は誰かのカノジョ season2 特別編 後編（2023年5月10日、毎日放送） - ルイ 役[5]
- 大奥 Season2 第13回（2023年10月17日、NHK総合）[6]
- 帰ってきたらいっぱいして。第4話（2023年11月10日、読売テレビ） - 大山仁 役
- 君とゆきて咲く〜新選組青春録〜 第4話 - 第11話（2024年5月16日 - 7月4日、テレビ朝日） - 高木 役[7]
- 過保護な若旦那様の甘やかし婚 最終話（2024年6月28日、MBS） - レストラン店員 役

### 配信ドラマ
- 仮面ライダーシリーズ
  - 仮面ライダーリバイス The Mystery（2022年1月30日 - 2月27日、TELASA） - フリオ 役
  - TTFC産直シアター 仮面ライダーリバイス 第2話（2022年11月27日、東映特撮ファンクラブ） - 主演・玉置豪 / 仮面ライダーフリオ 役[注 1]
  - 仮面ライダージュウガVS仮面ライダーオルテカ（2023年5月7日、東映特撮ファンクラブ） - 玉置豪 役
- 父の不倫が発覚しました（2023年11月14日配信開始、全12話、BUMP） - 樹 役[8]
- ハイティーン・ダイアリー（2024年3月4日 - 、ABEMA）[9]
- 春になれ!（2024年3月18日配信開始、全8話、BUMP） - 川島瑛太 役[10]
- ＃裏アカ教師（2025年8月5日配信開始、全30話、DMMショート） - 萩尾李人 役[11]

### 映画
- 映画版 ふたりエッチ ～ダブル・ラブ（2019年5月10日、監督：近藤俊明）
- 君は一人ぼっちじゃない（2019年4月6日、監督：三村順一） - 片山昌也 役
- ファンファーレが鳴り響く（2020年10月17日、監督：森田和樹）
- 砕け散るところを見せてあげる（2021年4月9日、監督：SABU）
- 仮面ライダーシリーズ（東映）
  - 仮面ライダー ビヨンド・ジェネレーションズ（2021年12月17日、監督：柴﨑貴行） - フリオ 役[12]
  - 劇場版 仮面ライダーリバイス バトルファミリア（2022年7月22日、監督：坂本浩一） - 玉置豪 / 仮面ライダーオーバーデモンズ 役[13]
  - 仮面ライダーギーツ×リバイス MOVIEバトルロワイヤル（2022年12月23日、監督：柴﨑貴行） - 玉置豪 / 仮面ライダーゲットオーバーデモンズ 役[14]
- こころのふた〜雪ふるまちで〜（2024年6月14日、監督：北川瞳）[15]
- あの日のアオ -prologue-（2022年夏公開予定、監督：朝比奈けい） - 羽瀬川凪 役
- 6人ぼっち（2025年5月2日、監督：宗綱弟） - 矢島 役[16][17]
- リライト（2025年6月13日、監督：松居大悟） - 江口久人 役[18][19]
- 水の中で深呼吸（2025年7月25日、監督：安井祥二）[20]

#### 短編映画
- もみじの約束（2019年） - 蜂屋将暉 役

### オリジナルビデオ
- 仮面ライダーシリーズ
  - てれびくん超バトルDVD 仮面ライダーリバイス 2号ライダーはじめました～♪（2022年） - オオカミ・デッドマン（声） 役
  - リバイスForward 仮面ライダーライブ&エビル&デモンズ（2023年5月10日、東映ビデオ） - 玉置豪 役[21][22]

### 舞台
- 雪中の狩人（2018年9月9日 - 30日、両国 Air studio）
- 赤鬼（2020年7月24日 - 28日・7月30日 - 8月3日、シアターイースト） - Aチーム / Bチーム
- パンドラの鐘（2021年4月14日 - 5月25日、東京芸術劇場 シアターイースト 他5会場）[注 2]
- 朗讀劇「極楽牢屋敷 木下半太版四谷怪談」（2023年8月19日、東京・サンシャイン劇場）[23]
- 正三角関係（2024年7月11日 - 10月10日、東京芸術劇場 プレイハウス 他3会場）[24][25]
- 紀伊國屋書店提携公演 たやのりょう一座 第14回公演「ストリッパー物語」（2025年11月1日 - 3日・5日・6日・8日・9日〈予定〉、紀伊國屋ホール）[26]

### ウェブアニメ
- ゆだって最高！リバイスアニメ 湯けむりパラダイス A GO!GO!（2022年6月26日 - 2023年7月30日、東映特撮ファンクラブ） - フリオ / 玉置豪 役

### イベント
- 仮面ライダーリバイス スペシャルイベント（2022年5月4日・5日）

### 広告
- 花王「ハミング 涼感テクノロジー」（2021年）

### 玩具
- 仮面ライダーリバイス DXデッドマンズバイスタンプセット（2022年3月、プレミアムバンダイ） - フリオ 役
  - 仮面ライダーリバイス DXバイスタンプセレクション グラシアスセット（2023年10月） - フリオ / 玉置豪 役

### MV
- 五十嵐一輝&バイス（CV：前田拳太郎&木村昴）「VOLCANO」（2022年9月21日、『仮面ライダーリバイス CD-BOX Music Video Collection』収録） - 振り付け担当[注 3]

## ディスコグラフィ

### キャラクターソング
| 発売日        | 商品名 | 歌                | 楽曲              | 備考                                                                         |
| ------------- | --- | ----------------- | ----------------- | ---------------------------------------------------------------------------- |
| 2023年5月10日 | 『リバイスForward 仮面ライダーライブ&エビル&デモンズ DXジャイアントスパイダー&メガバットバイスタンプセット版』付属 主題歌CD | #ナイスファミリバ | 「Love yourself」 | オリジナルビデオ『リバイスForward 仮面ライダーライブ&エビル&デモンズ』主題歌 |

### ユニットメンバー
1. ↑  前田拳太郎、日向亘、井本彩花、濱尾ノリタカ、浅倉唯、関隼汰、八条院蔵人、小松準弥